# Jaroslav Šišma
Jaroslav Šišma (* 21. srpna 1960, Litovel) je bývalý český fotbalista, útočník. Jeho bratr Vladimír Šišma získal v roce 1976 ligový titul s Baníkem Ostrava. Po skončení aktivní kariéry trénuje na regionální úrovni, mj. tým TJ Tatran Litovel.

## Fotbalová kariéra
V lize hrál za TJ Vítkovice a Bohemians Praha. Nastoupil ve 30 utkáních a dal 3 góly. Získal ligový titul v sezóně 1985/1986 s Vítkovicemi, vyhrál také Český pohár v roce 1982 s Bohemians Praha.

## Ligová bilance
| Ročník                                   | Zápasy | Góly | Klub            |
| ---------------------------------------- | ------ | ---- | --------------- |
| 1. československá fotbalová liga 1985/86 | 3      | 0    | TJ Vítkovice    |
| 1. československá fotbalová liga 1988/89 | 13     | 2    | Bohemians Praha |
| 1. československá fotbalová liga 1989/90 | 14     | 1    | Bohemians Praha |
| CELKEM                                   | 30     | 3    |                 |